# Шонув (Опольське воєводство)
Шонув (пол. Szonów, нім. Schönau) — село в Польщі, у гміні Ґлоґувек Прудницького повіту Опольського воєводства.
Населення — 527 осіб (2011).

## Демографія
Демографічна структура станом на 31 березня 2011 року:
|          | Загалом | Допрацездатний вік | Працездатний вік | Постпрацездатний вік |
| -------- | ------- | ------------------ | ---------------- | -------------------- |
| Чоловіки | 269     | 52                 | 191              | 26                   |
| Жінки    | 258     | 38                 | 155              | 65                   |
| Разом    | 527     | 90                 | 346              | 91                   |